# Exechia bellula
Exechia bellula är en tvåvingeart som beskrevs av Oskar Augustus Johannsen 1912. Exechia bellula ingår i släktet Exechia och familjen svampmyggor.
Artens utbredningsområde är British Columbia. Inga underarter finns listade i Catalogue of Life.